# Beauty and the Beast (vở nhạc kịch)
Beauty and the Beast là một vở nhạc kịch với phần âm nhạc do Alan Menken đảm nhận, còn Howard Ashman và Tim Rice viết ca từ, cùng sách của Linda Woolverton. Chuyển thể từ tác phẩm điện ảnh hoạt hình nhạc kịch cùng tên năm 1991 từng đoạt giải Oscar Walt Disney Pictures – bộ phim cũng được chuyển thể từ câu chuyện cổ tích kinh điển của Pháp của Jeanne-Marie Leprince de Beaumont. Beauty and the Beast có nội dung kể về một chàng hoàng tử lạnh lùng bị phép thuật biến thành một con quái thú gớm ghiếc để trừng phạt sự ích kỷ của chàng. Để có thể lấy lại hình hài người, Quái thú phải học cách yêu một cô gái xinh đẹp và sáng dạ bị chàng cầm tù trong lâu đài của mình trước khi quá muộn.